# Sytze de Vries (theoloog)
Sytze de Vries (Leeuwarden, 15 augustus 1945) is een Nederlands theoloog, dichter en schrijver.

## Levensloop

### Jeugd en opleiding
De Vries werd in 1945 geboren in Leeuwarden, als oudste zoon van een Friese vader (Feite de Vries, boekhouder) en een Hollandse moeder (Petronella Lastdrager), die als oorlogsevacuee in Friesland terechtgekomen was. De Vries was leerling op het Gereformeerd Gymnasium en studeerde theologie aan de theologische faculteit van de Rijksuniversiteit Groningen.

### Predikant
Van 1972-1980 was hij predikant bij de Kerk van Peize, een oecumenische open gemeente (de tweede officiële hervormd-gereformeerde federatie in 1972) in dit Drentse dorp waar de forenzen uit de Groninger ambtenarij en Universiteit zich vestigden. Toen daar ook Jan Hut als cantor werd aangesteld, begon hij zijn eerste schrijfarbeid: enkele liederen en een 'kinder-ordinarium', een volledige gezongen liturgie voor kindercantorij en gemeente. 
In 1980 verruilde hij het Noorden voor de Randstad en was tot 1986 was hij predikant bij de Hervormde Gemeente van Purmerend. Daar begonnen `zijn schrijfactiviteiten zich uit te breiden, onder andere door zijn betrokkenheid bij 'Zingend Geloven', 'De Eerste Dag' en de NCRV-radio. (zie verder hieronder)

### Radiomaker
Sinds 1981 presenteerde hij ook het NCRV-programma 'Lied van de week', een radiorubriek waarin steeds een nieuw kerklied werd uitgevoerd en besproken. De teksten en muziek zijn jarenlang uitgegeven bij Boekencentrum Uitgevers. Dit wekelijkse radioprogramma was aanvankelijk zelfstandig, later onderdeel van een bredere programmering, tot het in 1995 geheel verdween. 

### Schrijver
Ook werd Sytze de Vries redacteur bij 'De Eerste Dag', het tijdschrift met exegetische en liturgische bijdragen bij het Oecumenisch Leesrooster van de Raad van Kerken. In die periode begon ook het aantal liedteksten te groeien, aanvankelijk bedoeld voor dit tijdschrift én het radioprogramma 'Lied van de week'. 
In 2002 verscheen van hem een bundel met honderd liederen, getiteld Tegen het donker.

### Redactielid
Door de arbeid als radiomaker, tekstschrijver en predikant ging hij sinds 1983 deel uitmaken van de redactie van de werkgroep 'Zingend Geloven'. Deze werkgroep was na het verschijnen van het Liedboek voor de Kerken 1973 in het leven geroepen door de Interkerkelijke Stichting voor het Kerklied om voor een volgende gezangbundel alvast alle materiaal te selecteren en op te sparen. Hij bleef redactielid tot 2004. Vanaf deel 3 zijn tientallen nieuwe liederen opgenomen in de uitgaven van Zingend Geloven. 

### Televisie
In 1986 verruilde hij de kansel voor het televisiescherm en werd redacteur van het NCRV-programma 'Getijden', waarin Joden, Christenen, Moslims en Hindoes met elkaar in gesprek gingen. Aanvankelijk onder leiding van presentatrice Legien Kromkamp; in het derde seizoen nam hij de presentatie over. Daarnaast maakte hij enkele jaren korte Meditatieve Momenten (deels onder de titel Signaal), bedoeld als vervanging van de traditionele 'dagsluiting', met behulp van verbeelding, poëzie, muziek e.d.